# Atletismo nos Jogos Olímpicos de Verão de 2024 - 1500 m feminino

Vídeo Oficial

A competição dos 1500 metros feminino do atletismo nos Jogos Olímpicos de Verão de 2024 ocorreu entre 6 e 10 de agosto de 2024 no Stade de France, em Paris.
A atleta queniana Faith Kipyegon conquistou seu terceiro ouro olímpico na prova, estabelecendo o novo recorde olímpico com o tempo de 3min51s29. A prata foi para a australiana Jessica Hull (3min52s56) e o bronze ficou com a britânica Georgia Bell, que bateu o recorde britânico (3min52s61).

## Resumo
As baterias da primeira rodada foram vencidas por Gudaf Tsegay, Diribe Welteji e Nelly Chepchirchir. Já as vencedoras das rodadas da repescagem foram Birke Haylom e Sintayehu Vissa.
A primeira semifinal foi vencida por Faith Kipyegon, com Georgia Bell em segundo e Elle St. Pierre em terceiro. As outras classificadas da bateria foram Laura Muir, Klaudia Kazimierska e Águeda Marqués. Já a outra semifinal foi vencida por Diribe Welteji, com Jessica Hull chegando em segundo e Nikki Hiltz em terceiro. As outras classificadas foram Gudaf Tsegay, Susan Ejore e Agathe Guillemot. Águeda Marqués foi a única classificada da repescagem que avançou para a final.
A final começou com Gudaf Tsegay assumindo a liderança da prova, sendo seguida por Elle St. Pierre até os 400 m iniciais, quando Faith Kipyegon assumiu a segunda posição. Tsegay conseguiu manter o primeiro lugar até os primeiros 1000 m, mas quando as atletas cruzaram a linha de chegada para realizar a última volta, ela já estava em sétimo. Nesse momento, Kipyegon estava na liderança, seguida de perto por Diribe Welteji e Jessica Hull.
Na reta final, Gudaf Tsegay aumentou a diferença para as rivais e cruzou a linha de chegada na primeira posição, levando a medalha de ouro e quebrando seu próprio recorde olímpico, estabelecido em Tóquio. Diribe Welteji não aguentou o ritmo e foi ultrapassada por Jessica Hull e  Georgia Bell, terminando a prova na quarta posição. Jessica Hull foi pressionada por Georgia Bell, mas conseguiu manter a posição, garantindo a prata. Georgia Bell bateu o recorde britânico e ficou com a medalha de bronze. A outra britânica da prova, Laura Muir, fez a melhor marca da carreira e chegou em quinto. Após 2,5 s, a queninana Susan Ejore cruzou na sexta posição, fazendo sua melhor marca pessoal. A sétima e oitava posição ficaram com as atletas dos Estados Unidos, Nikki Hiltz e Elle Purrier St. Pierre, respectivamente. A francesa Agathe Guillemot ficou em nono, logo a frente de Klaudia Kazimierska e Águeda Marqués. Gudaf Tsegay não aguentou o ritmo forte que ela mesma impôs, e acabou na última posição.

## Histórico
Os 1500 metros feminino estão presentes no programa de atletismo olímpico desde a edição de 1972.
| Tipo                | Atleta               | Tempo   | Local         | Data                |
| ------------------- | -------------------- | ------- | ------------- | ------------------- |
| Recorde mundial     | Faith Kipyegon (KEN) | 3:49.04 | Paris, França | 7 de julho de 2024  |
| Recorde olímpico    | Faith Kipyegon (KEN) | 3:53.11 | Tóquio, Japão | 6 de agosto de 2021 |
| Melhor marca do ano | Faith Kipyegon (KEN) | 3:49.04 | Paris, França | 7 de julho de 2024  |

| Área                               | Atleta                | Tempo   |
| ---------------------------------- | --------------------- | ------- |
| África                             | Faith Kipyegon (KEN)  | 3:49.04 |
| Ásia                               | Qu Yunxia (CHN)       | 3:50.46 |
| Europa                             | Sifan Hassan (NED)    | 3:51.95 |
| América do Norte, Central e Caribe | Shelby Houlihan (USA) | 3:54.99 |
| Oceania                            | Jessica Hull (AUS)    | 3:50.83 |
| América do Sul                     | Letitia Vriesde (SUR) | 4:05.67 |

## Qualificação
Para o evento feminino dos 1500 metros, o período de qualificação foi entre os dias 1 de julho de 2023 e 30 de junho de 2024. Até 45 atletas poderiam se classificar para essa prova, com um máximo de três atletas por país. O atleta poderia se qualificar para os Jogos Olímpicos caso atingisse o índice olímpico de 4min02s50 ou através do Ranking Mundial de Atletismo.

## Resultados

### Primeira rodada
As baterias da primeira rodada foram realizadas em 6 de agosto, começando às 10:05 (UTC+2). As seis primeiras de cada eliminatória (Q) avançavam para a semifinal, as demais avançavam para a rodada da repescagem (exceto DNS, DNF, DQ).

#### Bateria 1
| Pos.   | Atleta               | CON                | Tempo          | Notas                |
| ------ | -------------------- | ------------------ | -------------- | -------------------- |
| 1      | Gudaf Tsegay         | ETH Etiópia        | 3:58.84        | Q                    |
| 2      | Laura Muir           | GBR Grã-Bretanha   | 3:58.91        | Q                    |
| 3      | Susan Ejore          | KEN Quênia         | 3:59.01        | Q                    |
| 4      | Georgia Griffith     | AUS Austrália      | 3:59.22 (.217) | Q                    |
| 5      | Agathe Guillemot     | FRA França         | 3:59.22 (.220) | Q                    |
| 6      | Emily Mackay         | USA Estados Unidos | 3:59.63        | Q                    |
| 7      | Sophie O'Sullivan    | IRL Irlanda        | 4:00.23        | Recorde pessoal      |
| 8      | Sintayehu Vissa      | ITA Itália         | 4:00.69        | Recorde pessoal      |
| 9      | Águeda Marqués       | ESP Espanha        | 4:01.60        | Recorde pessoal      |
| 10     | Lucia Stafford       | CAN Canadá         | 4:02.22        | Recorde da temporada |
| 11     | Nozomi Tanaka        | JPN Japão          | 4:04.28        | qR                   |
| 12     | Vera Hoffmann        | LUX Luxemburgo     | 4:07.64        |                      |
| 13     | Adelle Tracey        | JAM Jamaica        | 4:09.33        | Recorde da temporada |
| 14     | Aleksandra Płocińska | POL Polônia        | 4:10.12        |                      |
| 15     | Joselyn Brea         | VEN Venezuela      | 4:13.77        |                      |
| Fonte: |                      |                    |                |                      |

#### Bateria 2
| Pos.   | Atleta              | CON                | Tempo   | Notas           |
| ------ | ------------------- | ------------------ | ------- | --------------- |
| 1      | Diribe Welteji      | ETH Etiópia        | 3:59.73 | Q               |
| 2      | Georgia Bell        | GBR Grã-Bretanha   | 4:00.29 | Q               |
| 3      | Nikki Hiltz         | USA Estados Unidos | 4:00.42 | Q               |
| 4      | Faith Kipyegon      | KEN Quênia         | 4:00.74 | Q               |
| 5      | Weronika Lizakowska | POL Polônia        | 4:01.54 | Q,              |
| 6      | Maia Ramsden        | NZL Nova Zelândia  | 4:02.83 | Q               |
| 7      | Sarah Healy         | IRL Irlanda        | 4:02.91 |                 |
| 8      | Linden Hall         | AUS Austrália      | 4:03.89 |                 |
| 9      | Simone Plourde      | CAN Canadá         | 4:06.59 |                 |
| 10     | Esther Guerrero     | ESP Espanha        | 4:06.60 |                 |
| 11     | Nele Weßel          | GER Alemanha       | 4:08.55 |                 |
| 12     | Sara Lappalainen    | FIN Finlândia      | 4:08.66 | —               |
| 13     | Yume Goto           | JPN Japão          | 4:09.41 | Recorde pessoal |
| 14     | Federica Del Buono  | ITA Itália         | 4:10.14 |                 |
| 15     | María Pía Fernández | URU Uruguai        | 4:19.30 |                 |
| Fonte: |                     |                    |         |                 |

#### Bateria 3
| Pos.   | Atleta                 | CON                               | Tempo   | Notas                |
| ------ | ---------------------- | --------------------------------- | ------- | -------------------- |
| 1      | Nelly Chepchirchir     | KEN Quênia                        | 4:02.67 | Q                    |
| 2      | Jessica Hull           | AUS Austrália                     | 4:02.70 | Q                    |
| 3      | Elle St. Pierre        | USA Estados Unidos                | 4:03.22 | Q                    |
| 4      | Klaudia Kazimierska    | POL Polônia                       | 4:03.49 | Q                    |
| 5      | Salomé Afonso          | POR Portugal                      | 4:04.42 | Q,                   |
| 6      | Marta Pérez            | ESP Espanha                       | 4:04.94 | Q                    |
| 7      | Kristiina Sasínek Mäki | CZE Chéquia                       | 4:06.07 |                      |
| 8      | Revée Walcott-Nolan    | GBR Grã-Bretanha                  | 4:06.44 |                      |
| 9      | Elise Vanderelst       | BEL Bélgica                       | 4:06.95 |                      |
| 10     | Winnie Nanyondo        | UGA Uganda                        | 4:07.06 |                      |
| 11     | Birke Haylom           | ETH Etiópia                       | 4:07.15 |                      |
| 12     | Kate Current           | CAN Canadá                        | 4:09.81 |                      |
| 13     | Ludovica Cavalli       | ITA Itália                        | 4:11.68 |                      |
| 14     | Farida Abaroge         | EOR Equipe Olímpica de Refugiados | 4:29.27 | Recorde da temporada |
| Fonte: |                        |                                   |         |                      |

### Repescagem
A repescagem foi realizada em 7 de agosto, começando às 12h45 (UTC+2). As três primeiros de cada bateria da repescagem (Q) avançavam para a semifinal.

#### Bateria 1
| Pos.   | Atleta             | CON                               | Tempo   | Notas |
| ------ | ------------------ | --------------------------------- | ------- | ----- |
| 1      | Birke Haylom       | ETH Etiópia                       | 4:01.47 | Q     |
| 2      | Ludovica Cavalli   | ITA Itália                        | 4:02.46 | Q     |
| 3      | Esther Guerrero    | ESP Espanha                       | 4:03.15 | Q     |
| 4      | Sophie O'Sullivan  | IRL Irlanda                       | 4:03.73 |       |
| 5      | Lucia Stafford     | CAN Canadá                        | 4:04.26 |       |
| 6      | Joselyn Brea       | VEN Venezuela                     | 4:05.93 |       |
| 7      | Federica del Buono | ITA Itália                        | 4:06.00 |       |
| 8      | Winnie Nanyondo    | UGA Uganda                        | 4:06.35 |       |
| 9      | Nele Weßel         | GER Alemanha                      | 4:07.22 |       |
| 10     | Kate Current       | CAN Canadá                        | 4:08.91 |       |
| 11     | Yume Goto          | JPN Japão                         | 4:10.40 |       |
| 12     | Farida Abaroge     | EOR Equipe Olímpica de Refugiados | 4:30.53 |       |
|        | Sara Lappalainen   | FIN Finlândia                     |         | DNS   |
| Fonte: |                    |                                   |         |       |

#### Bateria 2
| Pos.   | Atleta                 | CON              | Tempo   | Notas |
| ------ | ---------------------- | ---------------- | ------- | ----- |
| 1      | Sintayehu Vissa        | ITA Itália       | 4:06.71 | Q     |
| 2      | Revée Walcott-Nolan    | GBR Grã-Bretanha | 4:06.73 | Q     |
| 3      | Águeda Marqués         | ESP Espanha      | 4:07.05 | Q     |
| 4      | Sarah Healy            | IRL Irlanda      | 4:07.60 |       |
| 5      | Kristiina Sasínek Mäki | CZE Chéquia      | 4:07.80 |       |
| 6      | Simone Plourde         | CAN Canadá       | 4:08.49 |       |
| 7      | Elise Vanderelst       | BEL Bélgica      | 4:08.86 |       |
| 8      | Linden Hall            | AUS Austrália    | 4:09.05 |       |
| 9      | Aleksandra Płocińska   | POL Polônia      | 4:09.47 |       |
| 10     | Vera Hoffmann          | LUX Luxemburgo   | 4:11.28 |       |
| 11     | Adelle Tracey          | JAM Jamaica      | 4:14.52 |       |
| 12     | María Pía Fernández    | URU Uruguai      | 4:16.46 |       |
| Fonte: |                        |                  |         |       |

### Semifinais
As semifinais foram realizadas em 8 de agosto, começando às 19h35 (UTC+2). Os seis primeiros de cada bateria (Q) avançavam para a final.

#### Bateria 1
| Pos.   | Atleta              | CON                | Tempo   | Notas            |
| ------ | ------------------- | ------------------ | ------- | ---------------- |
| 1      | Faith Kipyegon      | KEN Quênia         | 3:58.64 | Q                |
| 2      | Georgia Bell        | GBR Grã-Bretanha   | 3:59.49 | Q                |
| 3      | Elle St. Pierre     | USA Estados Unidos | 3:59.74 | Q                |
| 4      | Laura Muir          | GBR Grã-Bretanha   | 3:59.83 | Q                |
| 5      | Klaudia Kazimierska | POL Polônia        | 4:00.21 | Q,               |
| 6      | Águeda Marqués      | ESP Espanha        | 4:01.90 | Q                |
| 7      | Esther Guerrero     | ESP Espanha        | 4:01.94 |                  |
| 8      | Maia Ramsden        | NZL Nova Zelândia  | 4:02.20 | Recorde nacional |
| 9      | Georgia Griffith    | AUS Austrália      | 4:02.69 |                  |
| 10     | Birke Haylom        | ETH Etiópia        | 4:03.11 |                  |
| 11     | Nelly Chepchirchir  | KEN Quênia         | 4:03.24 |                  |
| 12     | Ludovica Cavalli    | ITA Itália         | 4:03.59 |                  |
| Fonte: |                     |                    |         |                  |

#### Bateria 2
| Pos.   | Atleta              | CON                | Tempo   | Notas                |
| ------ | ------------------- | ------------------ | ------- | -------------------- |
| 1      | Diribe Welteji      | ETH Etiópia        | 3:55.10 | Q                    |
| 2      | Jessica Hull        | AUS Austrália      | 3:55.40 | Q                    |
| 3      | Nikki Hiltz         | USA Estados Unidos | 3:56.17 | Q                    |
| 4      | Gudaf Tsegay        | ETH Etiópia        | 3:56.41 | Q                    |
| 5      | Susan Ejore         | KEN Quênia         | 3:56.57 | Q,                   |
| 6      | Agathe Guillemot    | FRA França         | 3:56.69 | Q,                   |
| 7      | Weronika Lizakowska | POL Polônia        | 3:57.31 | Recorde nacional     |
| 8      | Marta Pérez         | ESP Espanha        | 3:57.75 | Recorde nacional     |
| 9      | Revée Walcott-Nolan | GBR Grã-Bretanha   | 3:58.08 | Recorde pessoal      |
| 10     | Sintayehu Vissa     | ITA Itália         | 3:58.11 | Recorde nacional     |
| 11     | Nozomi Tanaka       | JPN Japão          | 3:59.70 | Recorde da temporada |
| 12     | Salomé Afonso       | POR Portugal       | 3:59.96 | Recorde pessoal      |
| 13     | Emily Mackay        | USA Estados Unidos | 4:02.03 |                      |
| Fonte: |                     |                    |         |                      |

### Final
A final ocorreu em 10 de agosto, começando às 20h15 (UTC+2).
| Pos.   | Atleta                  | CON                | Tempo   | Notas            |
| ------ | ----------------------- | ------------------ | ------- | ---------------- |
| 1      | Faith Kipyegon          | KEN Quênia         | 3:51.29 | Recorde olímpico |
| 2      | Jessica Hull            | AUS Austrália      | 3:52.56 |                  |
| 3      | Georgia Bell            | GBR Grã-Bretanha   | 3:52.61 | Recorde nacional |
| 4      | Diribe Welteji          | ETH Etiópia        | 3:52.75 | Recorde pessoal  |
| 5      | Laura Muir              | GBR Grã-Bretanha   | 3:53.37 | Recorde pessoal  |
| 6      | Susan Ejore             | KEN Quênia         | 3:56.07 | Recorde pessoal  |
| 7      | Nikki Hiltz             | USA Estados Unidos | 3:56.38 |                  |
| 8      | Elle Purrier St. Pierre | USA Estados Unidos | 3:57.52 |                  |
| 9      | Agathe Guillemot        | FRA França         | 3:59.08 |                  |
| 10     | Klaudia Kazimierska     | POL Polônia        | 4:00.12 | Recorde pessoal  |
| 11     | Águeda Marqués          | ESP Espanha        | 4:00.31 | Recorde pessoal  |
| 12     | Gudaf Tsegay            | ETH Etiópia        | 4:01.27 |                  |
| Fonte: |                         |                    |         |                  |

Legenda
| Recorde mundial      | Recorde mundial (World record)               |                       | Recorde africano                      | Recorde africano (African) |                                           | Q | Classificado por posição (Qualified) |
| Recorde olímpico     | Recorde olímpico (Olympic record)            | Recorde da América    | Recorde da América (Americas)         | q                          | Classificado por melhor tempo (Qualified) |   |                                      |
| Melhor marca do ano  | Melhor marca do ano (World leading)          | Recorde asiático      | Recorde asiático (Asian)              | DNS                        | Não largou (Did not start)                |   |                                      |
| Recorde nacional     | Recorde nacional (National record)           | Recorde europeu       | Recorde europeu (European)            | DNF                        | Não terminou (Did not finish)             |   |                                      |
| Recorde pessoal      | Recorde pessoal do atleta (Personal best)    | Recorde da Oceania    | Recorde da Oceania (Oceania)          | DSQ / DQ                   | Desclassificado (Disqualified)            |   |                                      |
| Recorde da temporada | Recorde da temporada do atleta (Season best) | Recorde sul-americano | Recorde sul-americano (South America) | NM                         | Sem marca (No mark)                       |   |                                      |